# Apl.de.ap
Allan Pineda Lindo (Ángeles, 28 de noviembre de 1974), más conocido como Apl.de.ap (estilizado como apl.de.ap), es un rapero, cantante y productor discográfico filipinoestadounidense. Es miembro fundador del grupo de hip hop Black Eyed Peas (BEP). Con el BEP, ha sido nominado a 16 premios Grammy, ganando 6, incluido el de Mejor Álbum Vocal Pop.
es un cantante, actor y bailarín filipino nacionalizado estadounidense, más conocido por ser miembro de Black Eyed Peas. Nació en Sapang Bato en Ángeles (Pampanga, Filipinas), pero a los catorce años de edad se mudó a Los Ángeles, California, con sus padres adoptivos. Es descendiente de afrofilipinos.

## Biografía
Allan Pineda (Apl.de.ap) se crio en el barrio Sapang Bato de Ángeles (Pampanga, Filipinas). Su padre, un aviador estadounidense estacionado en la cercana Base Aérea de Clark Air, abandonó la familia poco después del nacimiento de APL. Su madre, Cristina Pineda, crio a sus siete hijos sola y casi sin recursos. Apl para ganar dinero cultivaba patatas o papas, cereales y arroz. En sus ratos libres acudía a una escuela cercana, a menos de una hora de su casa. Cuando tenía catorce años fue adoptado por los Hudgens, una familia de turistas norteamericanos, acogiéndose a la Fundación Dólar, un programa para recoger niños asiáticos huérfanos. Apl.de.ap ya había viajado a EE. UU. con ellos a los once años para tratarse una enfermedad que consistía en el movimiento involuntario de los ojos. Fue ahí donde los Hudgens aprovecharon la oportunidad para adoptarlo. Con ellos se mudó a Los Ángeles (California) dejando atrás a su familia de nacimiento y a su país. Allí conoció a Will James Adams (más conocido como Will.I.Am), amigo de su infancia hasta hoy. Ambos compartían su pasión por el baile y formaron una banda de breakdance llamada "Tribe Nation". En el año 1989 el rapero Eazy-E descubrió el talento de ambos muchachos para la música. En 1995 el grupo se convirtió en Black Eyed Peas cuando incorporaron a Jaime "Taboo" Gómez.
No obstante, Apl.de.ap ha sido fiel tanto a Filipinas como a su familia biológica, y siempre ha mantenido el contacto con ellos. Él explica su vida en el tema "The Apl Song" del álbum Elephunk, Bebot en el álbum Monkey Business y "Mare" de la edición especial del disco The E.N.D. Estas canciones tienen un pequeño coro en filipino tomado de la canción Balita del grupo filipino Asin.

## Black Eyed Peas

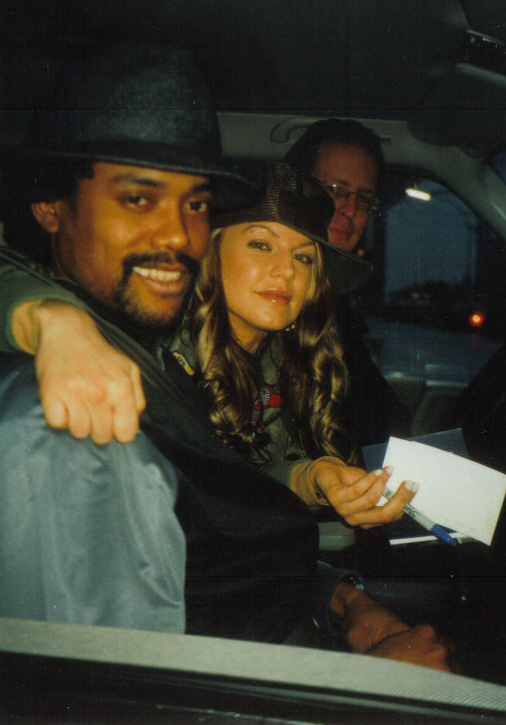
APL junto a su compañera Fergie.

Apl.de.ap, junto con will.i.am, es uno de los miembros originales del grupo de hip hop Black Eyed Peas. Ambos componentes se conocen desde los 14 años. Originalmente el grupo se fundó en 1989 bajo el nombre de "The Tribe Nation" y era una agrupación de baile principalmente hip-hop y breakdance. Fue entonces cuando el rapero Eazy-E descubriría el talento de ambos jóvenes para la música. En 1992 se cambiaron el nombre por Atban Klann y grabaron su primer CD "Grass Roots". Eazy-E murió poco después de grabar el álbum. Este primer disco no tuvo éxito, por lo que decidieron cambiar el nombre y agregar un nuevo miembro al grupo, Taboo. Entre los años 1998 y 2000 grabaron dos discos muy alabados por la crítica pero poco por el público. Después de Behind the Front (1998) y Bridging The Gap (2000) decidieron renovar la imagen del grupo y sería en 2003 con la incorporación de Fergie cuando el grupo llegaría a la cumbre del panorama musical. Elephunk y Monkey Business fueron sus grandes éxitos con los que vendieron 20.000.000 de copias. En ambos discos APL aprovechó para incluir canciones autobiográficas en las que relata su dura infancia en Filipinas. The APL Song y Bebot no fueron lanzadas como sencillo en EE. UU. pero sí en Filipinas, consiguiendo un notable éxito. En 2009 salió su nuevo disco The E.N.D. le dicen "The Gorilla" o sea en español quiere decir "El Gorila".

## Carrera en solitario
En 2007 APL, al igual que sus compañeros de grupo, anunció que lanzaría un álbum en solitario. Esto propagó los rumores de separación del grupo, lo que desmintió el propio artista. El primer álbum en solitario de apl.de.ap aún no tiene fecha de lanzamiento. Pero en 2007 fue difundida por internet una canción llamada "Shake" con la colaboración de Fergie que podría ser el primer sencillo del álbum. Poco después otros rumores apuntaban a que la pista pudo ser grabada para el álbum debut de Fergie, lo que poco después se desmentiría.
El 21 de noviembre de 2008, coincidiendo con el concierto anual de The APL Benefit, Apl.de.ap concedió una entrevista exclusiva en la cual mostraba parte de su primer video musical en solitario. La canción se titula Mama Filipina. Es la continuación de The Apl Song.

### Álbumes de estudio
- U Can Dream (2010)

### Canciones grabadas
Canciones grabadas por Apl.de.ap al margen de la banda The Black Eyed Peas:
| Año  | Título                                                 | Duración |
| ---- | ------------------------------------------------------ | -------- |
| 2006 | "Shake" (Con Fergie)                                   | 4:04     |
| 2007 | "Dance"                                                | 3:31     |
| 2007 | "This Joint"                                           | 3:34     |
| 2007 | "We Fabolous"                                          | 3:51     |
| 2008 | "Mama Filipina"                                        |          |
| 2010 | "On The Dancefloor" (con Will.i.am y David Guetta)     |          |
| 2010 | "Spaceship" (con Benny Benassi, Kelis y Jean-Baptiste) | 3:04     |

## APL Benefit
A.P.L. Benefit es una fundación que se centra exclusivamente en trabajos internacionales en las Filipinas y Asia, propuesta por Apl.de.Ap como una forma de intentar mejorar su patria.
La misión de A.P.L. es proporcionar material educativo y asistencia financiera a las instituciones benéficas en Asia, entre ellas la Pearl S. Buck Foundation y la Fundación Universidad Angeles, entre otras. El objetivo de A.P.L. es proporcionar las herramientas para el progreso y la autosuficiencia de los desfavorecidos y marginados de las comunidades en Asia.
Para recaudar fondos el cantante organiza cada año un concierto benéfico en el que colaboran, Esthero, Will.i.am, Taboo, Rae y Bucky Johnson. Además el filipino también posee junto con el resto de sus compañeros una fundación llamada Peapod Foundation con la que intentan eliminar la pobreza en África.

## Filmografía
| Año         | Título              | Personaje      |
| ----------- | ------------------- | -------------- |
| 2000        | Nino y su pandilla  | Él mismo       |
| 2004        | Las Vegas           | Él mismo       |
| 2005        | Be Cool             | Él mismo       |
| 2009 o 2010 | Subject: I Love You | Calessa Driver |